# John Marshall (Segler)
John Knox Marshall (* 9. April 1942 in Santiago de Chile, Chile) ist ein ehemaliger US-amerikanischer Segler.

## Erfolge
John Marshall, der Mitglied im Indian Harbor Yacht Club war, nahm an den Olympischen Spielen 1972 in München neben Charles Horter als Crewmitglied des US-amerikanischen Bootes der Drachen-Klasse mit Skipper Donald Cohan teil. Die im Olympiazentrum Schilksee in Kiel stattfindende Regatta beendeten sie auf dem dritten Platz hinter dem australischen Boot mit Skipper John Cuneo und dem von Paul Borowski angeführten ostdeutschen Boot, womit sie die Bronzemedaille gewannen.
Marshall, der 1963 seinen Studienabschluss an der Harvard University machte, war mehrfacher Teilnehmer beim America’s Cup. Dabei gehörte er 1980 zur siegreichen Crew der Freedom. 2017 wurde er in die America’s Cup Hall of Fame aufgenommen. Marshall war zeitweise Präsident des Segelmacherunternehmens North Sails.